# Reimerswaal (gmina)
Reimerswaal – gmina w prowincji Zelandia w Holandii. Według spisu ludności z 2016 roku gmina liczy 22 337 osób. Siedzibą władz jest wieś Kruiningen. Burmistrzem jest Piet Zoon.

## Miejscowości
- Bath,
- Hansweert,
- Krabbendijke,
- Kruiningen (w tym mieście zlokalizowane są budynki administracyjne gminy),
- Oostdijk,
- Rilland,
- Waarde,
- Yerseke,